# Dichlordimethyltitan
Dichlordimethyltitan ist eine instabile chemische Verbindung des Titans aus der Gruppe der Organotitanverbindungen.

## Gewinnung und Darstellung
Dichlordimethyltitanium entsteht bei der Reaktion von stöchiometrischen Mengen von Methylmetallreagenzien wie Methyllithium, Methylmagnesiumbromid, Dimethylzink oder Trimethylaluminium mit Titan(IV)-chlorid. Obwohl die Verbindung in kristallisierter Form gewonnen werden kann, sind wegen ihrer Licht- und Wärmeempfindlichkeit In-situ-Reaktionen unter Inertgasatmosphäre (zum Beispiel Argon) und ohne direkte Lichteinwirkung empfehlenswert.

## Eigenschaften
Dichlordimethyltitan ist eine instabile chemische Verbindung, die sich bei Temperaturen über −10 °C zersetzt. Darunter liegt sie in Form von dunkelvioletten Kristallen vor. Ihre Lösung in Kohlenwasserstoffen ist gelb oder violett (Diethylether).

## Verwendung
Dichlordimethyltitan wird als Lewis-Säure-Reagenz für diverse Methylierungsreaktionen eingesetzt. Dazu gehören die doppelte Methylierung von Ketonen und aromatischen Aldehyden, Substitutionsreaktionen an tertiären Alkylhalogeniden und Alkoholen sowie stereoselektive Additionen vom Grignard-Typ an Aldehyden und Ketonen. Die Verbindung wird nach Manfred T. Reetz, der sie intensiv erforschte, auch Reetz-Reagenz genannt.